# Ритуал

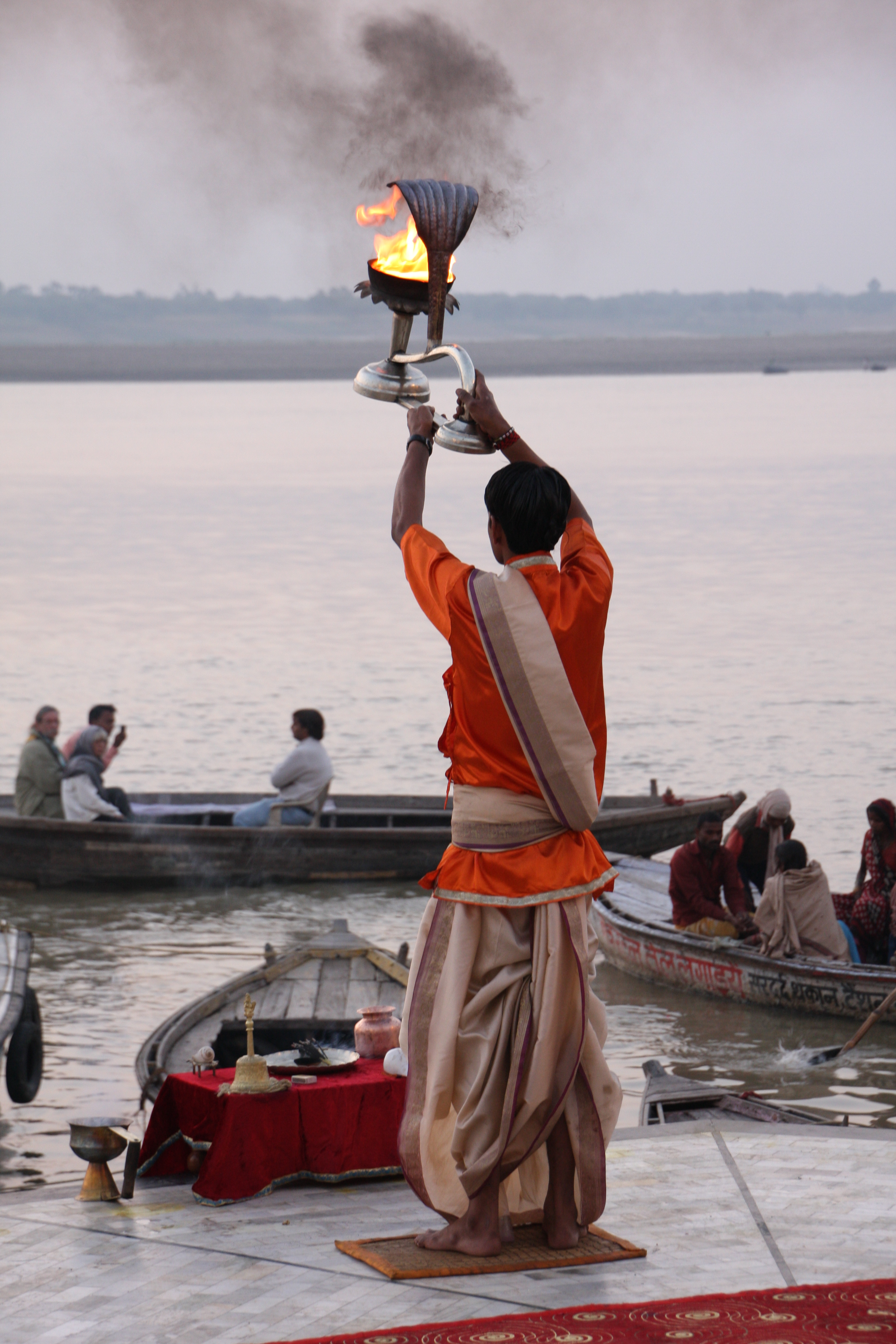
Індуїстський ритуал поклоніння Гангу

Ритуа́л (від лат. ritualis (обрядовий), від — лат. ritus — «релігійний обряд») — усталена послідовність символічних дій, обрядів, визначена традицією; запроваджений порядок здійснення чого-небудь.

## Види ритуалів
- Магічний ритуал — має метою досягнення певного практичного результату шляхом впливу на об'єкти через їх знаки. Наприклад, ураження зображення тварини для забезпечення удачі на полюванні, наслання хвороби на ворога маніпуляціями з його лялькою.
- Релігійний ритуал — виконуваний у релігійній громаді ритуал, пов'язаний з поклонінням божеству, що має метою досягти від божества прихильності чи виконання прохання, або який надає діям релігійного сенсу. Наприклад, принесення жертви, омовіння, миропомазання, церковна відправа.
- Світський ритуал — сукупність символічних дій, що виражають зв'язок людини з суспільством чи певною соціальною групою, позначають зміну статусу в них. Наприклад, відвідування парадів, заручини.

## Дослідження ритуалу
Джеймс Фрейзер вважав, що ритуал виникає як спосіб магічного впливу на світ, а міф з'являється для обґрунтування ритуалу. Еміль Дюркгейм вбачав у ритуалі відтворення міфічного минулого, що залучає групу осіб до спільної діяльності, сприяє її консолідації та впорядкуванню. Під час ритуалу відбувається долучення до священного, що протиставляється буденному, профанному. Згідно Марселя Мосса та Арнольда ван Геннепа, ритуали позначають важливі етапи життя людини, коли вона переходить з одного статусу до іншого: з дитинства в дорослість, з самітного до одруженого тощо. Єлеазар Мелетинський вважав, що міф і ритуал становлять єдність, міф пояснює влаштування світу, подає всі його складові у цілісності, а ритуали підтримують цю цілісність за участю людини.
Ритуали — це риса усіх відомих людських суспільств. Вони включають не лише ритуали поклоніння та таїнства організованих релігій та культів, але також обряди переходу, обряди спокути та очищення, клятви на вірність, церемонії посвячення, коронації та інавгурації президента, шлюби, похорони тощо.